# Georg Fuisting
Georg Fuisting (* 1611 in Münster; † 6. September 1668 in Liesborn) war von 1651 bis 1668 Abt des Benediktinerklosters Liesborn.

## Leben
Georg Fuisting wurde in Münster geboren und stammte mütterlicherseits von der Familie Moll ab. Sein Großvater war David Moll, der 1569 die Löwen-Apotheke in Münster gründete. In die Abtei Liesborn trat Fuisting 1629 ein, legte 1630 die Profess ab und wurde 1635 zum Priester geweiht. Bevor er am 5. Mai 1651 zum Liesborner Abt gewählt wurde, ist er ab 1644 als Kellner belegt und war Beichtvater im Kloster Gertrudenberg bei Osnabrück. In seiner Amtszeit baute er wie sein Vorgänger Hermann Zurgeist weiter die Schulden des Klosters ab. Außerdem ließ er ein Krankenhaus errichten, die Orgel der Klosterkirche erneuern und kaufte Güter an. Als Chronst schrieb er die umfangreiche Memorabilia Liesbornensia, die später von einem seiner Nachfolger, Gregor Waltmann, weitergeführt wurde. Auch die Neugestaltung des Wappens des Klosters mit Löwe und Adler geht auf Fuisting zurück. Am 6. September 1668 erlag Georg Fuisting einem Schlaganfall.